# British Rail řada 90

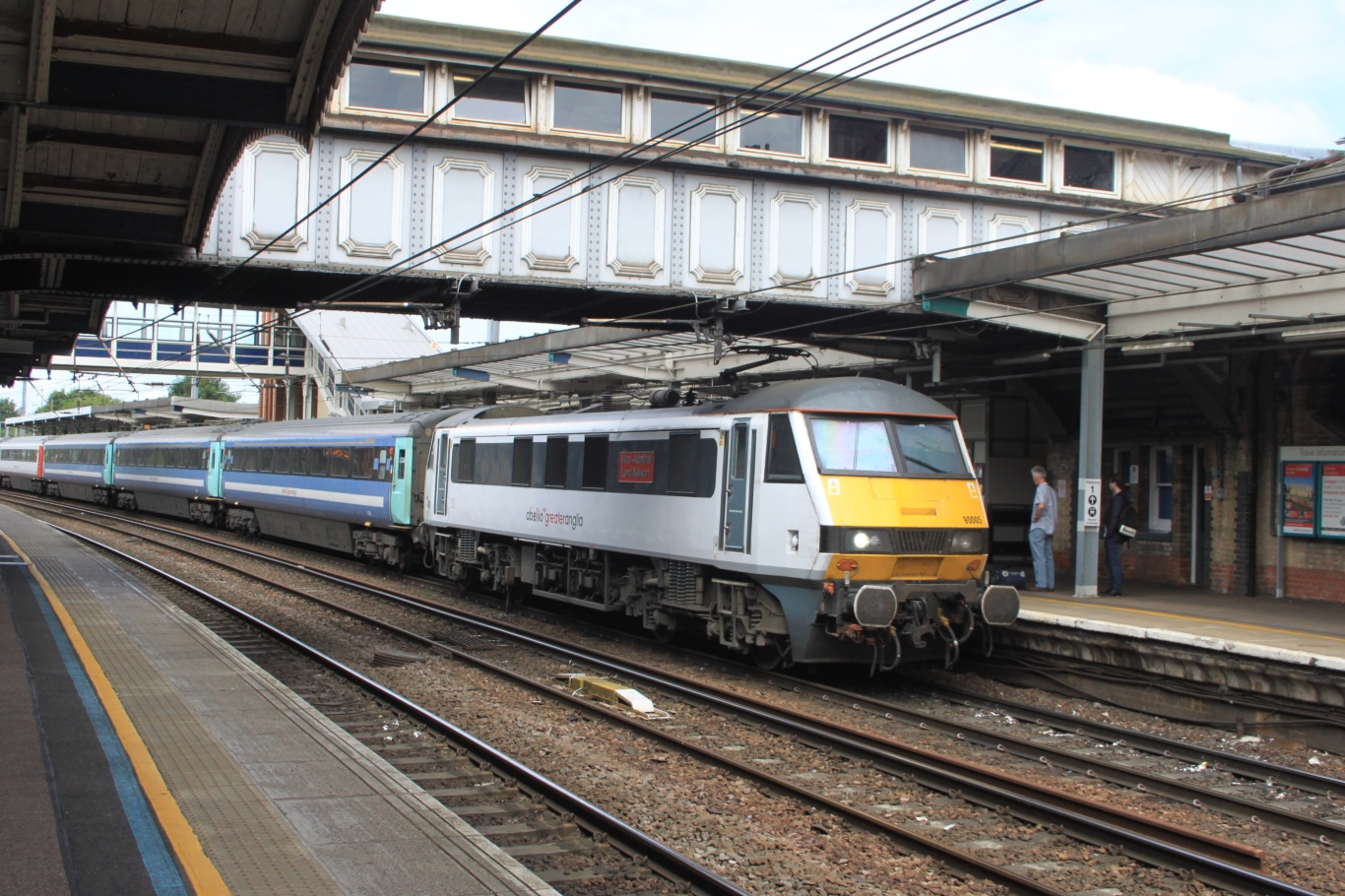
Lokomotiva 90005 Viceadmirál Lord Nelson v Ipswichi

British Rail řada 90 je označení pro 50 britských elektrických lokomotiv, vyrobených pro hlavní britskou železniční napájecí soustavu 25 kV 50 Hz AC. Lokomotivy jsou využívány pro provoz rychlíků po elektrizovaných tratích v Británii. Stroje byly vyrobeny v letech 1987–1990.